# Rørbæk Sø
Rørbæk Sø er en sø i det sydøstlige Midtjylland mellem Nørre Snede og Thyregod. Søen ligger i vandskellet lige efter Skjernåens udspring. Nabosøen Kulsø ligger umiddelbart vest for Rørbæk Sø efter Vester Mølle.
Før Skjern Å-projektet blev til, løb Rørbæk å ud i Vestersø nordøst for Lønborg, og derfra løb den videre i Lønborg å. I dag er både Rørbæk å og Lønborg å indlemmet i Skjern Å-projektet.
Det er muligt at fiske ved søen.
Rørbæk Sø indgår i Natura 2000-område nr. 76: Store Vandskel, Rørbæk Sø, Tinnet Krat og Holtum Å øvre del.